# Pendleton Ward

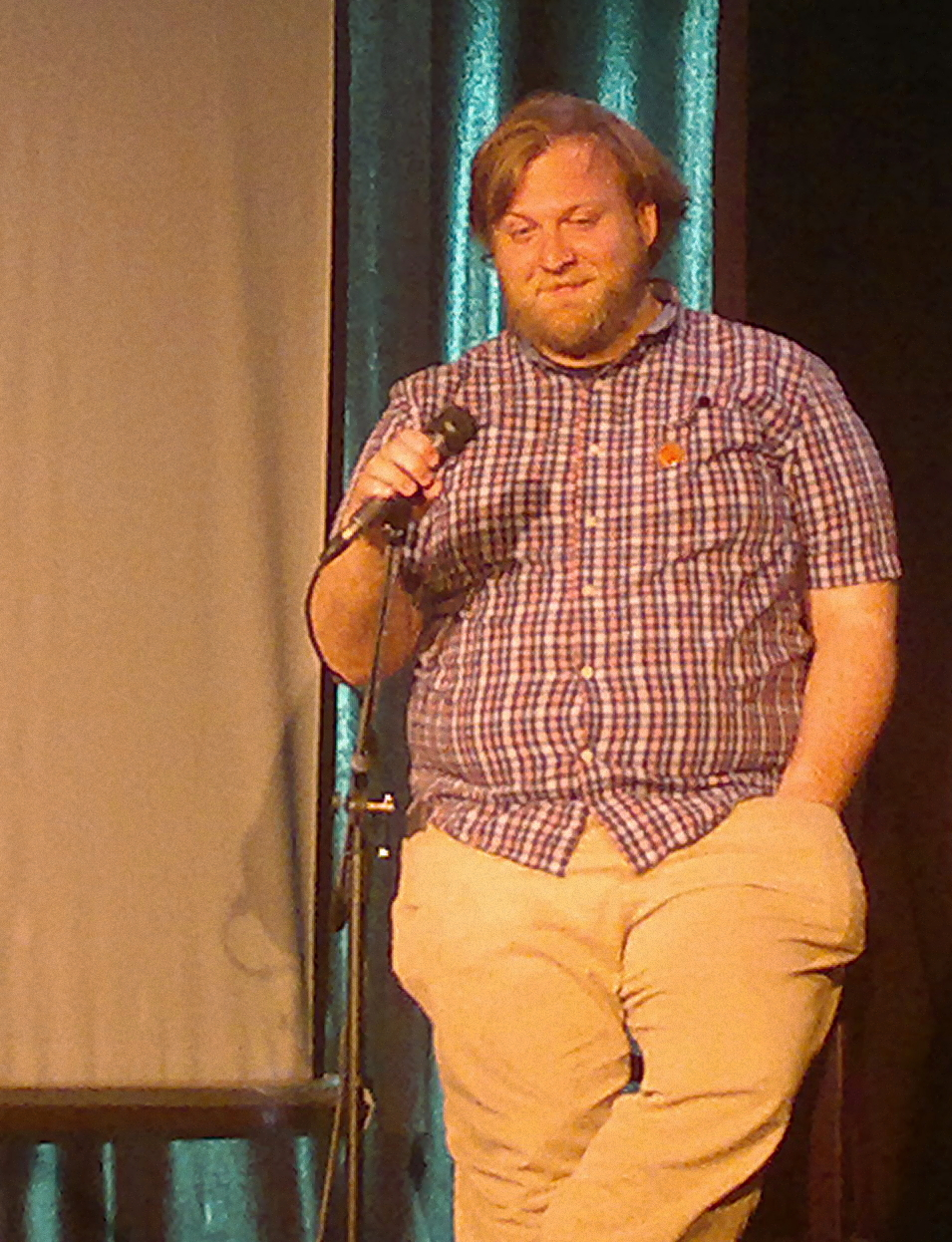
Pendleton Ward in 2011

Pendleton Ward (23 september 1982) is een Amerikaans animator, scenarioschrijver, televisieproducent en stemacteur. Hij werkt voor Cartoon Network Studios en Frederator Studios. Ward won een Emmy Award voor zijn tekenfilmreeks Adventure Time (2010-2018). Hij is ook de maker van de Bravest Warriors tekenfilm (2012). Ward is een alumnus van het California Institute of the Arts. Hij groeide op in San Antonio en woont momenteel in Los Angeles.

## Jeugd
Wards moeder is kunstenares en werkte vroeger samen met animators. Dit inspireerde Ward om reeds op jonge leeftijd te experimenteren met flipboekjes en stripverhalen. Hij werkte hiervoor vaak samen met zijn beste vriend Alec "The Logdog" Coates.
Ward studeerde aan CalArts en werd er bevriend met J.G. Quintel en Alex Hirsch. Het trio werkte later samen aan The Marvelous Misadventures of Flapjack. Na het bekijken van een van Wards films tijdens de jaarlijkse CalArts animatiescreening, bood Eric Homan (de vicepresident van Frederator Studios) Ward een job aan.

## Carrière
In 2002-2003 publiceerde Ward een internetstrip getiteld Bueno the Bear. Later haalde hij de strip terug offline omdat hij hem niet goed vond. Hij behield echter de naam "buenothebear" voor zowel zijn website als zijn Twitterbijnaam. Als student maakte Ward een film getiteld Barrista over Bueno the Bear. De film werd later uitgebracht door Frederator Studios.
Ward produceerde verscheidene korte animaties voor Frederator's Random! Cartoons, welke op Nicktoons Network werden uitgezonden. Hij werkte er samen met verscheidene mensen die later mee zouden werken aan Adventure Time, waaronder Casey James Basichis, Adam Muto en Niki Yang. Wards animaties voor het project waren The Bravest Warriors en Adventure Time. De Adventure Time tekenfilm werd een waar internetfenomeen en werd meer dan een miljoen keer bekeken in 2007. Ward bood Adventure Time aan Nickelodeon aan, maar werd geweigerd. Later werd de reeks opgepikt door Cartoon Network.
In 2007 werkte Ward als scenarist en storyboarder mee aan het eerste seizoen van Cartoon Network's The Marvelous Misadventures of Flapjack. De manier waarop deze reeks geschreven werd, inspireerde Ward om dezelfde technieken later toe te passen op Adventure Time.
In 2012 bracht Frederator Studios Bravest Warriors uit als een internetreeks. Ward werkte er echter nauwelijks aan mee. De reeks kende zijn première in herfst 2012 op Cartoon Hangover's YouTube kanaal en werd samen met een stripreeks van Boom! Studios uitgebracht.
Tijdens het vijfde seizoen van Adventure Time stopte Ward als showrunner voor de reeks omdat het een negatieve invloed op zijn leven had. Hij bleef echter wel aan de reeks werken als storyboarder en scenarist tot aan het einde van seizoen zes. Daarna bleef hij acties als producent.
In 2017 werd Ward vermeld als "verhaalconsulent" voor het Dungeons and Dragons vijfde editie avontuur Tomb of Annihilation.

## Filmografie

### Televisie
| Jaar       | Titel                                   | Rol |
| ---------- | --------------------------------------- | --- |
| 2008–2009  | Random! Cartoons                        | Storyboards, ontwerp personages, regisseur |
| 2008–2009  | The Marvelous Misadventures of Flapjack | Schrijver, storyboards |
| 2010–2018  | Adventure Time                          | Creator, verhaallijn schrijver (seizoenen 1–8), storyboards (seizoenen 1, 3, 5, 8), producent (seizoenen 1–2), executief producent (seizoenen 3–10), showrunner (seizoenen 1–5) |
| 2014       | Over the Garden Wall                    | Schrijver, storyboards Aflevering: "Songs of the Dark Lantern" |
| 2015       | Uncle Grandpa                           | Regisseur, schrijver, storyboards, verhaal Aflevering: "Guest Directed Shorts"                                                                                                  |
| 2012–heden | Bravest Warriors                        | Creator |

### Films
| Jaar | Titel             | Rol          |
| ---- | ----------------- | ------------ |
| 2013 | I Know That Voice | Als zichzelf |

### Online
| Jaar       | Titel            | Rol                                        |
| ---------- | ---------------- | ------------------------------------------ |
| 2012–2013  | Animation Pals   | Co-creator                                 |
| 2012–heden | Bravest Warriors | Creator                                    |
| 2014–heden | Bee and PuppyCat | Animatieredactie, stemregisseur, schrijver |

### Kortfilm
| Jaar | Titel            | Rol                            |
| ---- | ---------------- | ------------------------------ |
| 2007 | Barrista         | Regisseur, schrijver, animator |
| 2011 | Pikapew Poop Chu | Verhaal, animatie, soundmixing |

## Stemacteur
| Jaar      | Titel                                   | Rol                                             | Nota's                                    |
| --------- | --------------------------------------- | ----------------------------------------------- | ----------------------------------------- |
| 2007      | Barrista                                | Bueno the Bear / Sasha                          | Kortfilm                                  |
| 2008      | Random! Cartoons                        | Abraham Lincoln / Oude man                      | Aflevering: "Adventure Time"              |
| 2009      | The Marvelous Misadventures of Flapjack | Roeier #1 / Zeilbaas                            | Aflevering: "Ben Boozled"                 |
| 2010–2018 | Adventure Time                          | Lumpy Space Princess / Shelby / Overige stemmen | 85 afleveringen                           |
| 2011      | Pikapew Poop Chu                        | Ash / Brock                                     | Kortfilm                                  |
| 2012      | Bravest Warriors                        | Computer                                        | Aflevering: "Emotion Lord"                |
| 2013      | I Know That Voice                       | Zichzelf                                        | Documentaire                              |
| 2014      | Broken Age                              | Gus                                             | Computerspel                              |
| 2015      | Uncle Grandpa                           | Uncle Grandpa / Pizza Steve                     | Aflevering: "Guest Directed Shorts"       |
| 2015      | Lego Dimensions                         | Lumpy Space Princess / Snow Golem               | Computerspel                              |
| 2016      | The Simpsons                            | Couch Gag zanger                                | Aflevering: "Monty Burns' Fleeing Circus" |

## Invloeden
Ward stelt dat de grootste invloeden op zijn creatieve processen zijn vrienden zijn, waarvan velen meewerkten aan Adventure Time.The Simpsons vormt ook een invloed voor hem.
- Biblioteca Nacional de España: XX5431556
- Catàleg d'autoritats de noms i títols de Catalunya: 981058516872506706
- Gemeinsame Normdatei: 1191854779
- International Standard Name Identifier: 0000 0003 5677 1579
- Library of Congress Control Number: no2011153378
- MusicBrainz: 524c6328-30cd-4d30-8f52-c9225cb24abf
- Nationale Bibliotheek van Israël: 987012502679905171
- Système universitaire de documentation: 185788602
- Virtual International Authority File: 186810040
- WorldCat: E39PBJhd9JprxyfM49HK9p8pyd